# Szászvár
Szászvár är en ort i Ungern.   Den ligger i provinsen Baranya, i den sydvästra delen av landet, 140 km söder om huvudstaden Budapest. Szászvár ligger 162 meter över havet och antalet invånare är 2 684.
Terrängen runt Szászvár är platt norrut, men söderut är den kuperad. Runt Szászvár är det ganska glesbefolkat, med 43 invånare per kvadratkilometer. Närmaste större samhälle är Bonyhád, 12,1 km öster om Szászvár. Trakten runt Szászvár består till största delen av jordbruksmark.